# Isla de Ponson
La isla de Ponson es una isla ubicada en la provincia de Cebú, Filipinas. Se encuentra al este de la isla de Leyte. Pilar es el único municipio de la isla.
Es una de las islas Camotes, junto con la isla de Pacijan, la isla de Poro y la isla de Tulang.
- Datos: Q2794544